# Пампулья
Пампулья (порт. Pampulha) — административный район города Белу-Оризонти, столицы бразильского штата  Минас-Жерайс. Район расположен на северо-западе города вокруг одноимённого водохранилища. Одна из основных туристических достопримечательностей Белу-Оризонти. В Пампулье расположены два футбольных стадиона — Минейран, домашний стадион «Атлетико Минейро» и «Крузейро», и Минейринью. Ежегодно вокруг озера проводится легкоатлетический забег (примерно на 17 км) «Волта Интернасьонал да Пампулья». В районе расположены также аэропорт Пампулья, кампус Федерального Университета Минас-Жерайс и зоо-ботанический сад. Пампулья представляет также интерес как образец городского планирования.

## История
Район был построен в 1940-е годы, в период, когда префектом Белу-Оризонти был будущий президент Бразилии Жуселину Кубичек. Общий проект был заказан Оскару Нимейеру, который также выполнил три здания: Церковь Франциска Ассизского (1945), которую расписал крупнейший бразильский художник того времени модернист Кандиду Портинари, Музей искусств Пампульи и Каза-ду-Байли (порт. Casa do Baile), изначально предназначавшееся как танцевальный зал, а позже Теннисный клуб. Сады Пампульи были выполнены по проекту Роберту Бурле-Маркса. Комплекс зданий Пампульи был открыт в 1943 году. Основной транспортной артерией района является окружающая озеро Авенида Отасилью Негран-де-Лима (порт. Avenida Otacílio Negrão de Lima), вблизи которой расположены основные достопримечательности Пампульи.

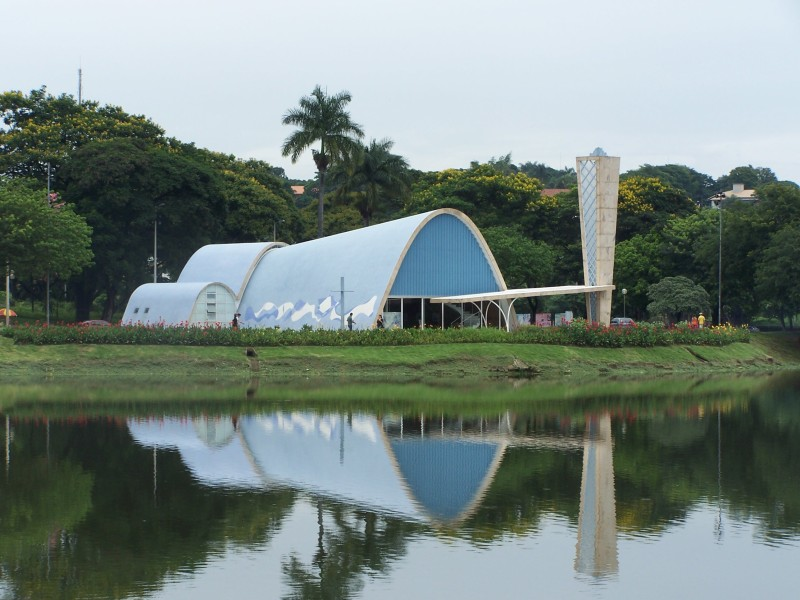
Церковь святого Франциска Ассизского, вид со стороны озера

## Каза-ду-Байли

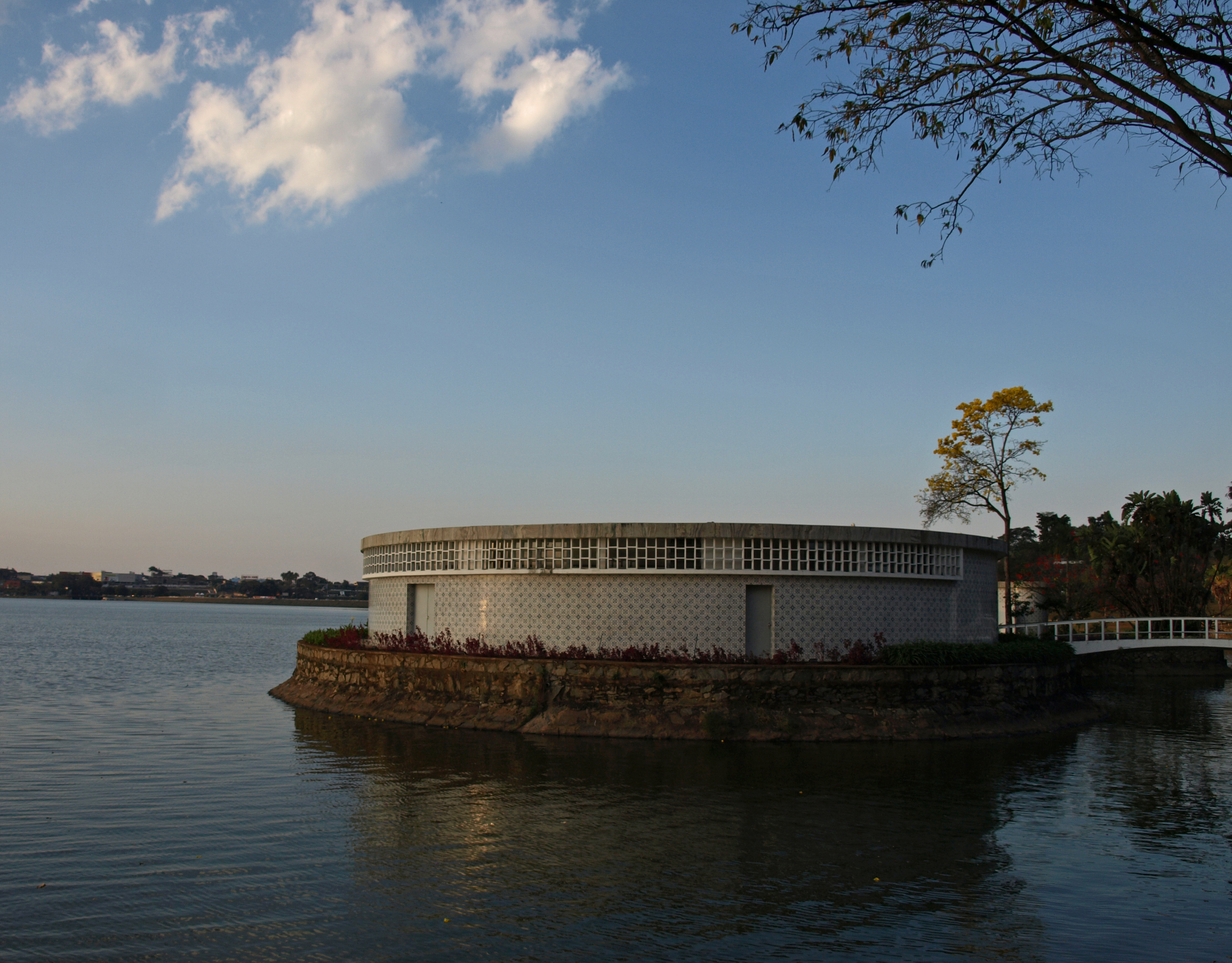
Каса-ду-Байле

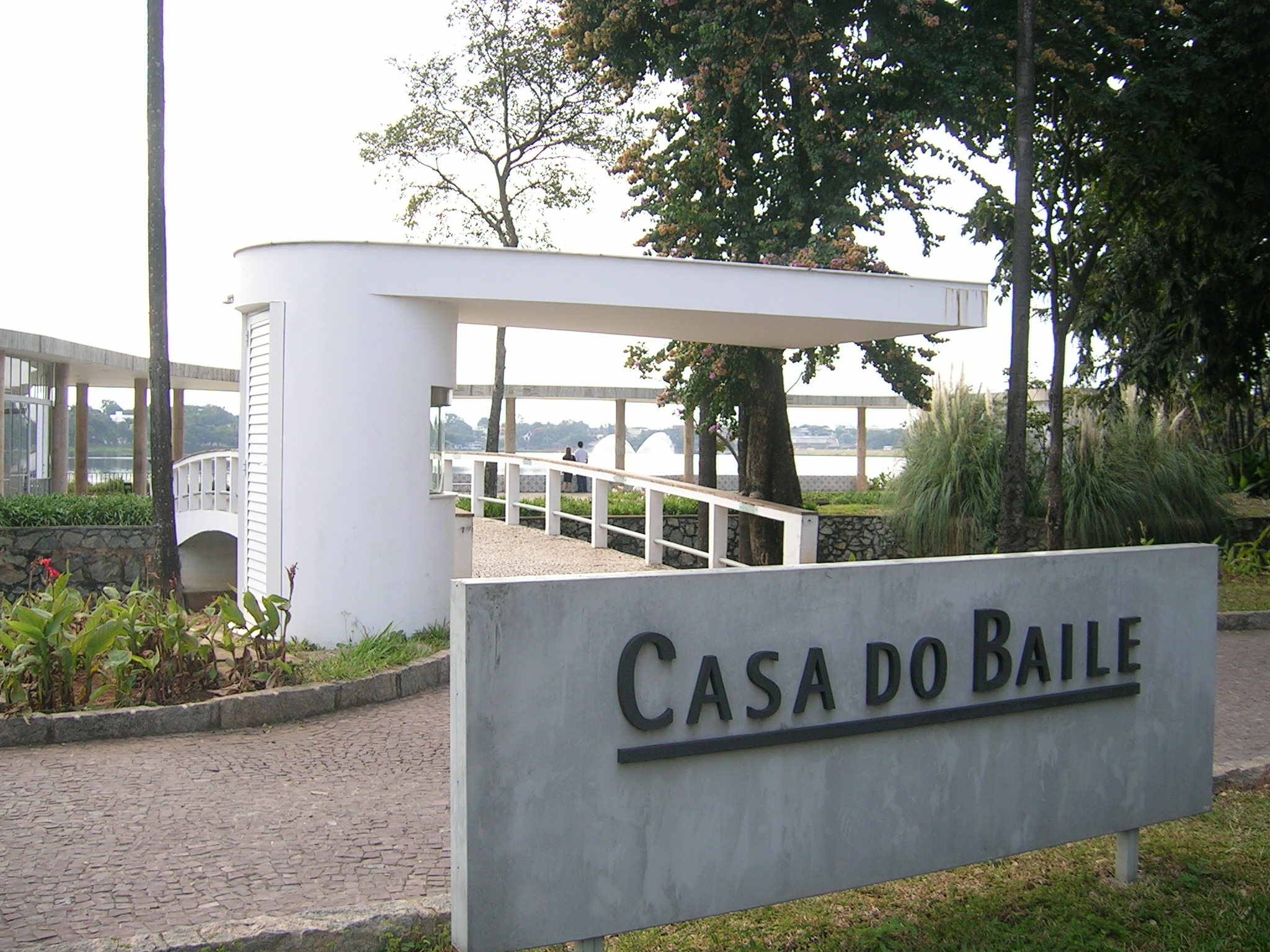
Каса-ду-Байле

Круглое здание с пристроенной к нему галереей расположено на небольшом искусственном островке, построено по проекту Нимейера и также открыто в 1943 году. Изначально здание планировалось как танцевальный зал, с помещением под ресторан. Предполагалось, что Каза-ду-Байли будет местным культурным центром. В 1946 году в Бразилии был введён запрет на азартные игры, в результате чего в Пампулье закрылось здание казино (сейчас в этом здании размещён музей искусств). После этого в 1948 году вынужден был закрыться и расположенный около казино танцевальный зал. Впоследствии здание использовалось для самых разнообразных нужд, в 1980-е годы как отдел музея искусств и как ресторан, а потом закрылось и к 2002 году было тщательно реконструировано. В частности, был восстановлен изначальный дизайн сада, выполненный Бурле-Марксом. В настоящее время здание открыто для посещения.